# New Rice for Africa
Pour les articles homonymes, voir Rice.
New Rice for Africa (NERICA ou Nérica, littéralement nouveau riz pour l’Afrique) est un cultivar du riz développé par Monty Jones du Centre du riz pour l'Afrique (anciennement ADRAO / (en) WARDA) pour améliorer la riziculture en Afrique de l'Ouest.
Cette espèce est spécialement conçue pour l'Afrique et possède un rendement élevé pour de faibles besoins.